# Шторм (проект авианосца)
Авианосцы проекта 23000 «Шторм» — проект перспективного российского многоцелевого тяжёлого авианесущего крейсера (ТАКР/ТАВКР), возможно даже и полноценного авианосца, разработанный в Крыловском государственном научно-исследовательском центре (КГНЦ).
Относятся к кораблям 1-го ранга.

## Назначение
По словам директора КГНЦ Валерия Полякова, корабль предназначается для выполнения различных задач в дальней океанской зоне, будет способен наносить удары по наземным и морским целям противника при помощи собственного вооружения и самолётов бортовой авиационной группы, кроме того, сможет обеспечивать противовоздушную оборону бортовыми средствами ПВО и средствами авиагруппы, обеспечивать боевую устойчивость и ПВО корабельных группировок, а также оказывать поддержку высадке десанта.

## История
Впервые масштабная модель многоцелевого авианосца (АВМ) была показана специалистам в закрытом режиме на международном военно-морском салоне в Санкт-Петербурге в июле 2013 года, а для широкой публики представлена на Международном военно-техническом форуме «Армия-2015», прошедшем в городе Кубинка Московской области в июне 2015 года.
Общие технические характеристики авианосца проекта «Шторм Э» (Storm 23000E — экспортный вариант концептуального проекта АВМ для ВМФ России), разработка которого проходила в КГНЦ под шифром «Логово», были опубликованы в иностранных СМИ в мае на janes.com.
Строительство первого авианосца ожидается не ранее чем в 2025—2030 годах. Предположительная стоимость составит 350 млрд рублей.
В мае 2016 года заместитель министра обороны РФ Юрий Борисов заявил, что договор на строительство перспективного авианосца может быть заключён к концу 2025 года.
В июне 2016 года было заявлено, что строительство авианосца может занять 8—9 лет.
Предполагалось, что техническое проектирование авианосца начнётся в 2017—2018 годах. Начало основного этапа проектирования планировалось на 2020 год. Научно-исследовательские и опытно-конструкторские работы (НИОКР) по созданию первого российского атомного авианосца начнутся в 2023 году. Начало работ по строительству авианосца планируется на 2024 год.
В апреле 2016 года было заявлено о возможности строительства перспективного авианосца на Дальневосточной судостроительной верфи «Звезда» в городе Большой Камень. В ноябре этого же года было предложено дать головному авианосцу серии имя «Маршал Советского Союза Жуков».
Строительство нового авианосца для ВМФ РФ планируется произвести на «Севмаше». Об этом заявил генеральный директор ОСК Алексей Рахманов. 
В интервью телеканалу «Россия-24» он рассказал, что Объединенная судостроительная компания рассчитывает строить новый авианосец на «Севмаше», поскольку данное предприятие уже имеет опыт строительства таких кораблей. Для начала строительства необходимо только решение Минобороны.

## Конструкция
По проекту длина составляет 330 м, ширина — 40 м, максимальная осадка — 11 м. Водоизмещение не будет превышать 100 тысяч тонн. Авианосцы проекта «Шторм» получат ледовый класс и будут приспособлены для работы в холодных широтах. Корабль получит два «острова», палубные надстройки для размещения постов наблюдения, командного мостика, радиоэлектронного оборудования и средств связи.
Авианосец спроектирован с обычной силовой установкой, но она может быть заменена на ядерную. В 2016 году было объявлено, что корабли проекта получат ядерные силовые установки. Предполагается, что это будут атомные реакторы РИТМ-200, которые ранее будут испытаны на ледоколе «Арктика».
Полётная палуба авианосца будет иметь четыре стартовые позиции, в её оснащение войдут два традиционных трамплина (рампы) и четыре электромагнитные катапульты. Посадка летательных аппаратов будет обеспечена одним аэрофинишёром.

## Вооружение
Авиагруппа
Предполагается, что авиагруппа будет включать в себя от 70 до 90 единиц техники:
- многоцелевые истребители Су-57К
- многоцелевые истребители Су-33М
- Самолёты дальнего радиолокационного обнаружения Як-44

Противовоздушную оборону «Шторма» планируется обеспечить четырьмя зенитно-ракетными установками вертикального пуска. Существует вероятность, что для оборудования авианосца будут разработаны корабельные версии перспективных ЗРК С-500, которые, предположительно, смогут обнаруживать аэродинамические и баллистические цели, летящие на дальности до 500 км и с возможностью перехвата целей со скоростью до 7 км/с.
Боезапас крылатых ракет и авиабомб до 3000 единиц.
Также, возможно, корабль будет оснащён противоторпедной системой.
Электронный комплекс авианосца будет включать в себя различные датчики, в том числе радиолокационные станции с активной фазированной антенной решёткой.
Директор КГНЦ Валерий Поляков отметил, что характеристики корабля могут изменяться по ходу разработки на каждом этапе работы.

## Фотографии

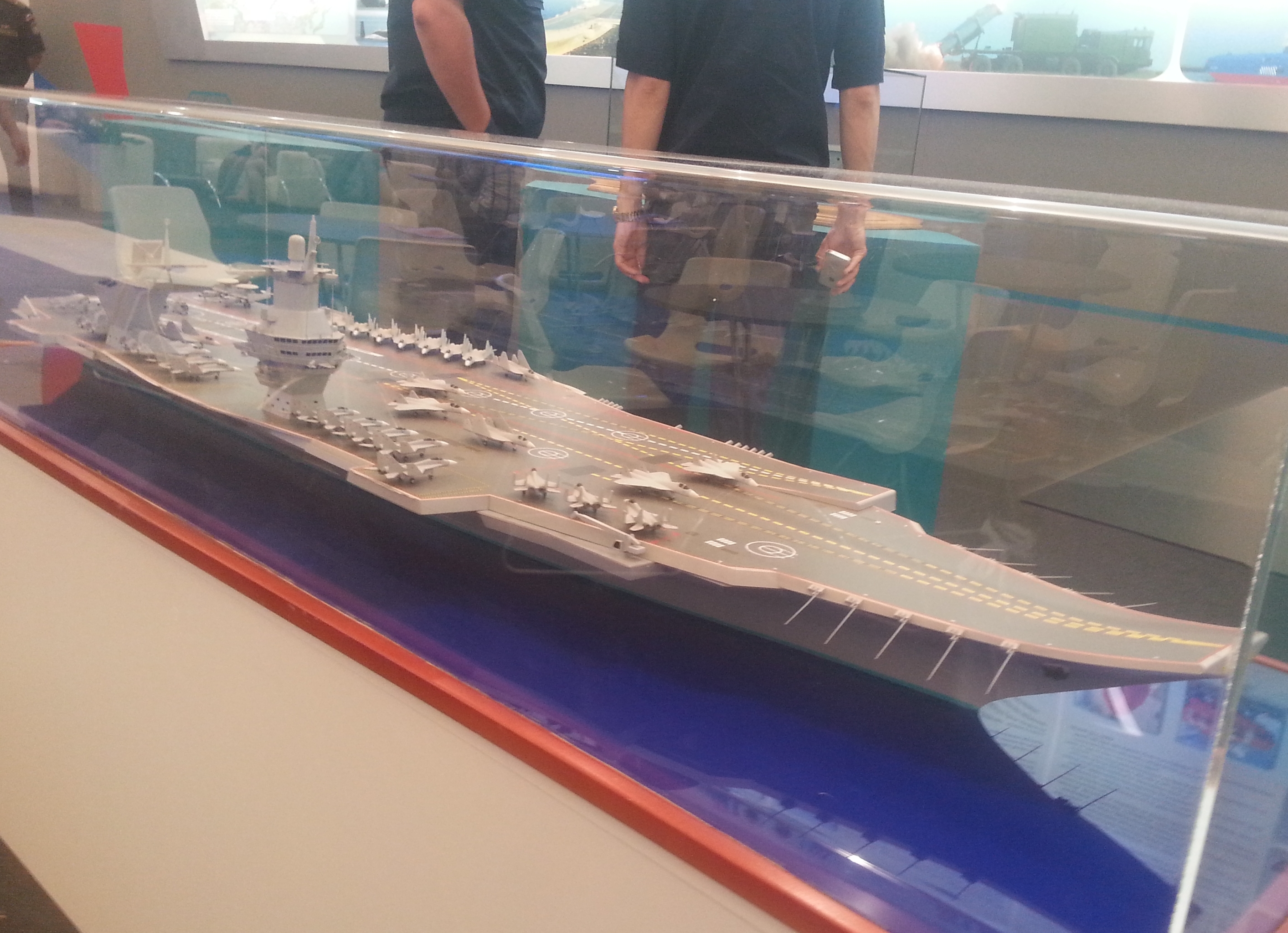
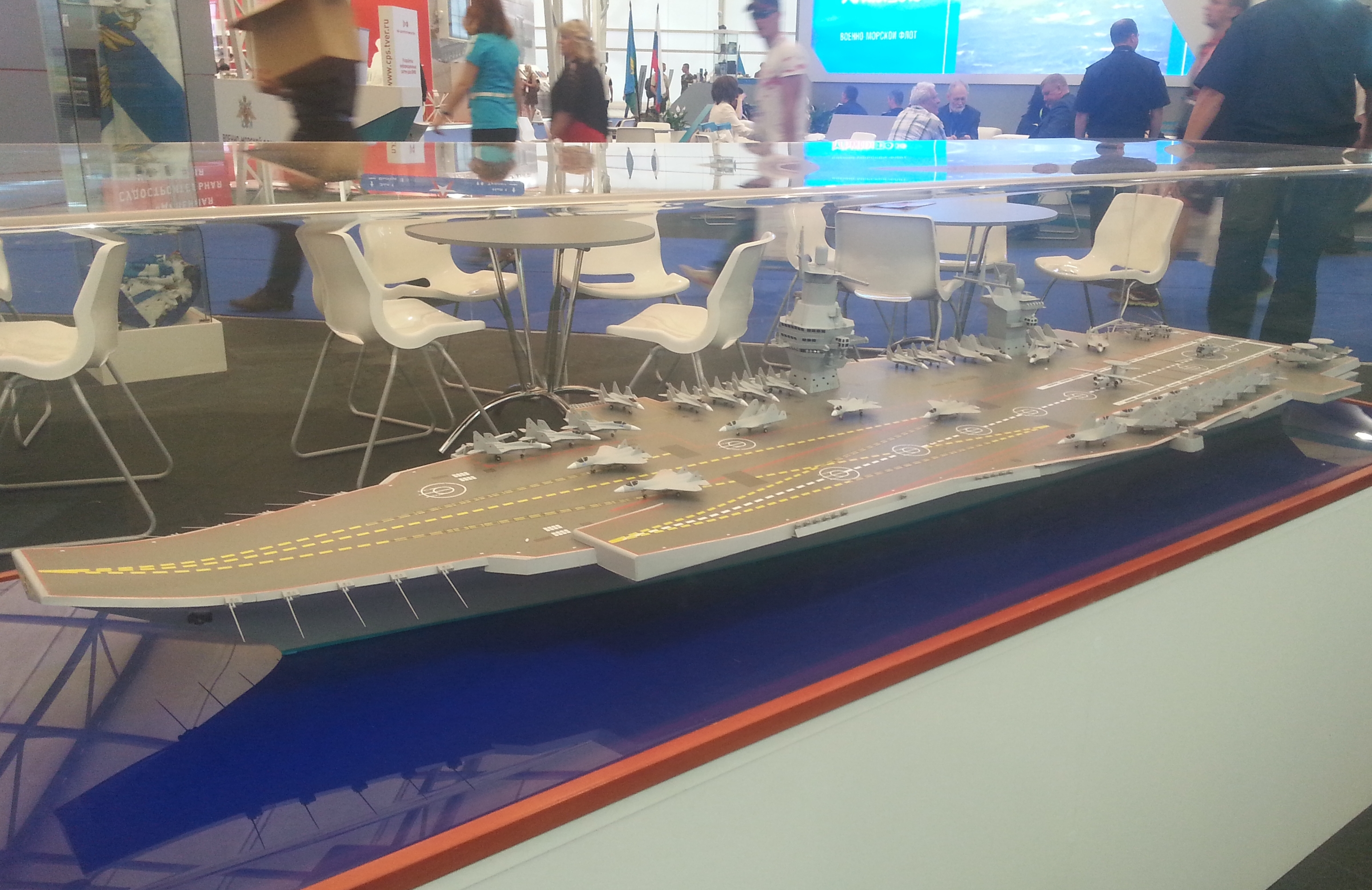
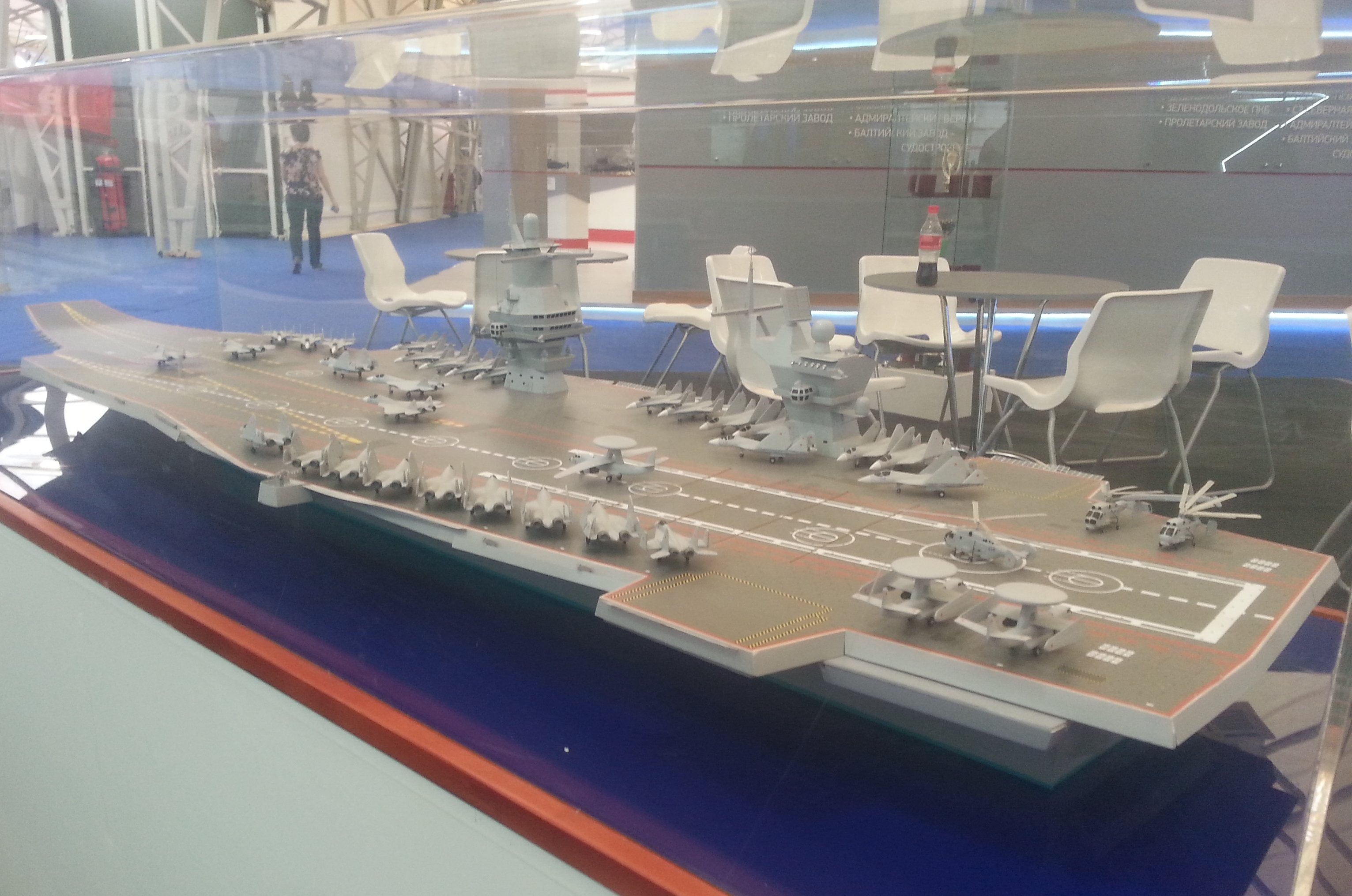

Макет на выставке «Армия 2015»